# Granice (Mladenovac)
Granice (Servisch cyrillisch Границе) is een plaats in de Servische gemeente Mladenovac. De plaats telt 1460 inwoners (2002).